# Индонезија на Светском првенству у атлетици на отвореном 2013.
Индонезија је учествовала на 14. Светском првенству у атлетици на отвореном 2013. одржаном у Москви од 10. до 18. августа тринаести пут. Репрезентацију Индонезије представљао је један такмичар који се такмичио у трци на 100 метара.,
На овом првенству Индонезија није освојила ниједну медаљу, нити је постигнут неки рекорд.

## Учесници
Мушкарци:
- Сапватурахман Сапватурахман — 100 м

## Резултати

### Мушкарци
| Атлетичар                   | Дисциплина | Лични рекорд | Предтакмичење | Предтакмичење | Квалификације | Квалификације | Полуфинале           | Полуфинале           | Финале               | Финале      | Детаљи |
| Атлетичар                   | Дисциплина | Лични рекорд | Резултат      | Место         | Резултат      | Место         | Резултат             | Место                | Резултат             | Место       | Детаљи |
| --------------------------- | ---------- | ------------ | ------------- | ------------- | ------------- | ------------- | -------------------- | -------------------- | -------------------- | ----------- | ------ |
| Сапватурахман Сапватурахман | 100 м      | 10,57        | 10,75 кв ЛРС  | 3. у гр 2     | 10,89         | 7. у гр 7     | Није се квалификовао | Није се квалификовао | Није се квалификовао | 54 / 73(75) |        |